# إليزابيث فارلي
إليزابيث فارلي (بالإنجليزية: Elizabeth Farrelly) هي مهندسة معمارية أسترالية، ولدت في 1957 في دنيدن في نيوزيلندا.